# Ramla (Syria)
Ramla – wieś w Syrii, w muhafazie Aleppo, w dystrykcie As-Safira. W 2004 roku liczyła 848 mieszkańców.